# Pieno formato

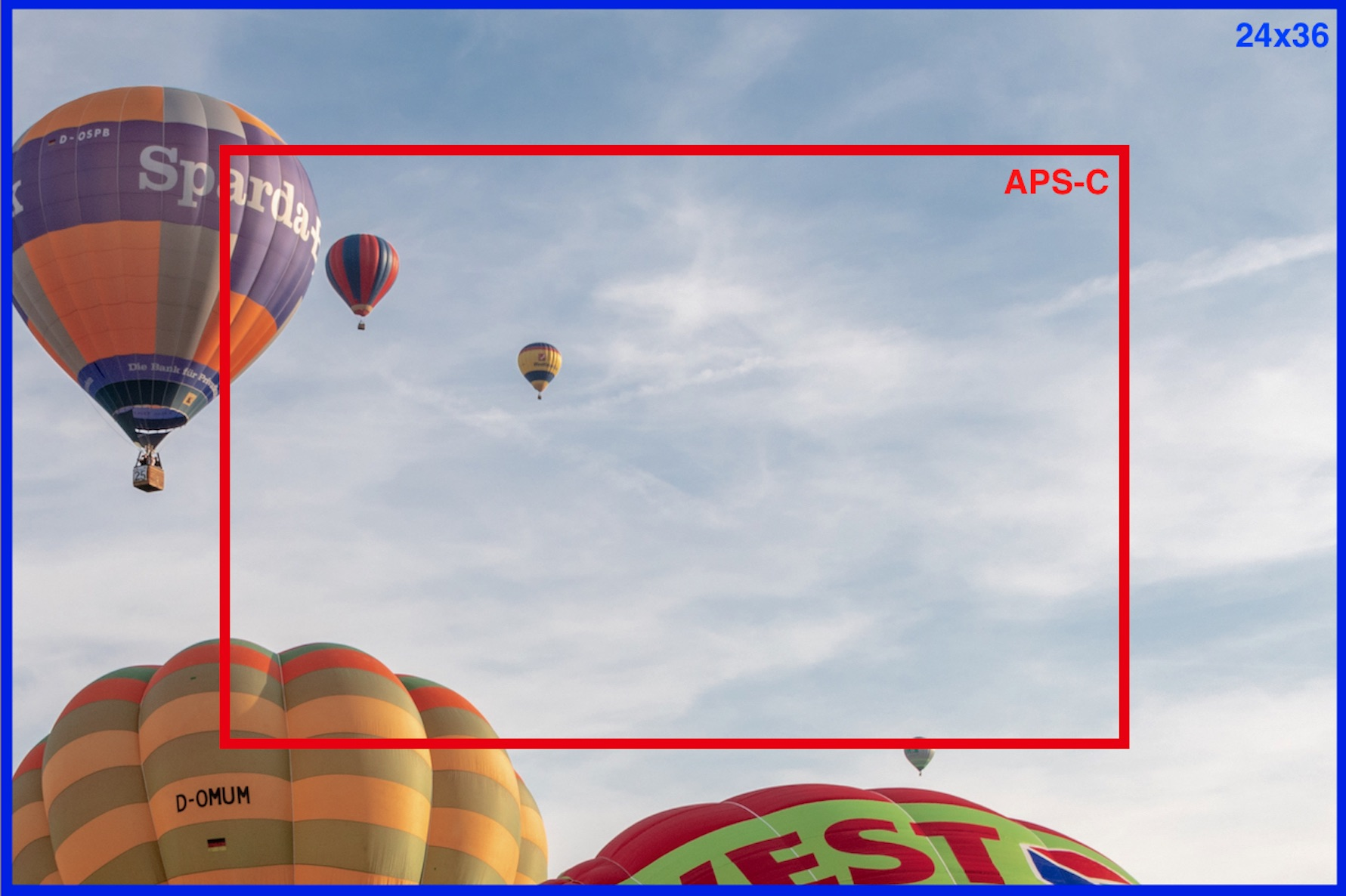
Pieno formato 24x36 e APS-C (cropped)

Il pieno formato o formato pieno, come traduzione del termine inglese full-frame (cornice completa) e abbreviato in FF, in fotografia digitale è riferito al tipico fotogramma di dimensione 36 × 24 mm, con rapporto d'aspetto 3:2 e diagonale di ~ 43 mm, usato per quasi un secolo con le fotocamere di «piccolo formato» a pellicola, caricate con rullini 135 ripieni di una striscia di pellicola cinematografica da 35 mm.   
Il concetto emerge in ambito fotografico, negli anni della conversione dal sistema a pellicola ai sensori elettronici fotosensibili, avvenuto intorno agli anni 1990-2000. Il termine full-frame è collegato ai concetti di fattore di crop (crop factor ) e focale equivalente, e se tradotto come "fotogramma intero" risulta in contrapposizione ai "fotogrammi ritagliati" (cropped ), come venivano chiamati i primi sensori digitali APS-C e APS-H montati sulle nuove fotocamere digitali (a telemetro Leica M8 e le varie reflex digitali di Canon, Nikon, Pentax, ecc.), alle quali si potevano continuare ad innestare i precedenti obiettivi intercambiabili delle fotocamere a pellicola. Dagli anni 2000, il termine è usato quindi per indicare i sensori digitali di dimensioni 36×24 mm circa.

## Tecnica

Confronto dimensioni tra il formato 24×36 ed altri formati digitali.

Siccome il sensore più piccolo causa una ripresa che risulta ritagliata, rispetto a quella di un sensore intero (pellicola o digitale), rapportando le dimensioni diagonali del fotogramma intero, a quello del fotogramma ritagliato, si trova il fattore di moltiplicazione (crop factor) della lunghezza focale equivalente, che descrive lo stesso angolo di campo ripreso: ad esempio, un obiettivo di focale 100 mm montato su una fotocamera con crop 1,5×, riprende lo stesso campo che riprende un obiettivo di focale 150 mm montato su una fotocamera con fotogramma intero. Da qui, le denominazioni «full-frame», «FF», «pieno formato», «formato pieno», «fotogramma intero» o anche «FX» (come denominato commercialmente da Nikon), per descrivere l'equivalenza focale al formato 24×36. 

## Sensori digitali
Piccolo formato
     Medio formato
     Grande formato

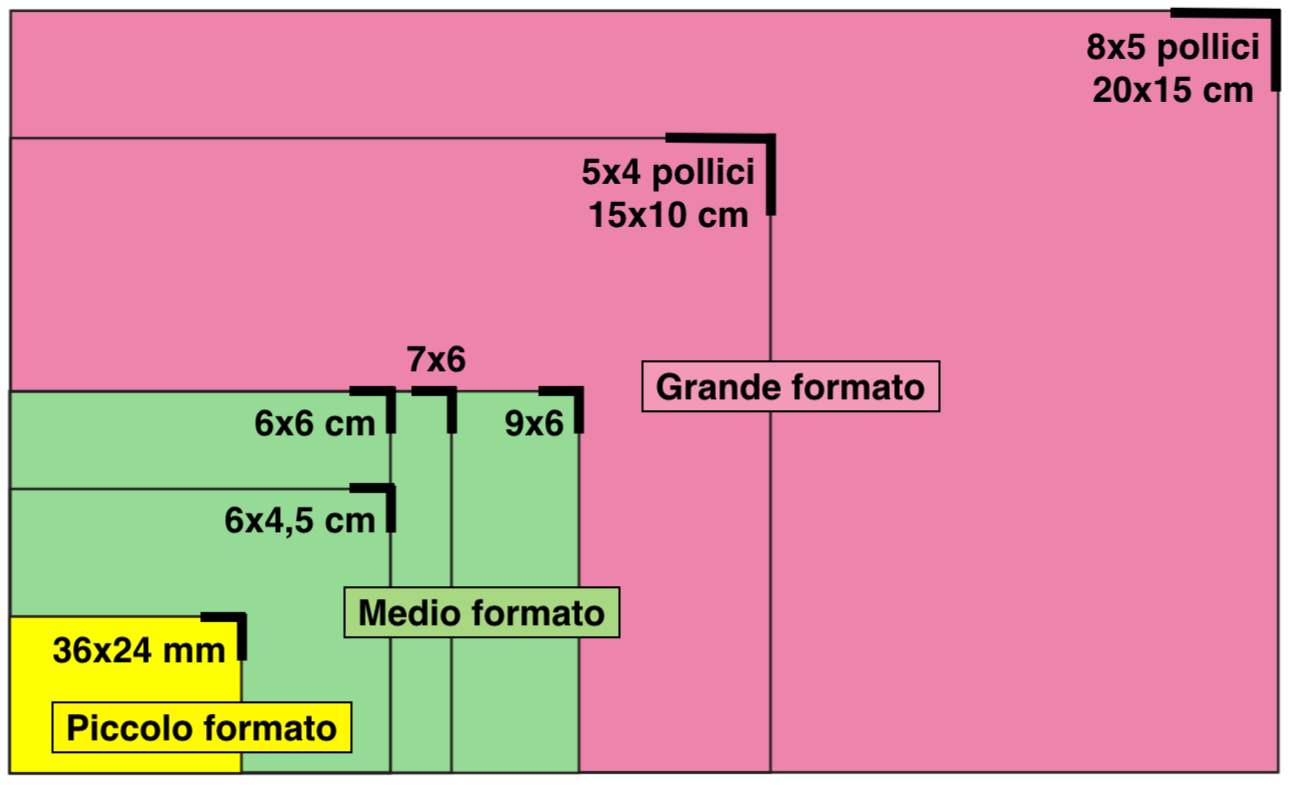
Piccolo formato
Medio formato
Grande formato

Da sempre, le fotocamere digitali fanno riferimento al formato 24×36, perché gli obiettivi intercambiabili delle fotocamere a pellicola, progettati e sviluppati proprio per questo formato (e quindi, con un cerchio di copertura di almeno 44 mm), sono ancora oggi utilizzabili. Tuttavia, i primi sensori digitali a pieno formato, furono sviluppati solo nel secondo millennio, e le prime precedenti fotocamere APS-C e APS-H, montavano ancora questi obiettivi. Per questo motivo, in ambito fotografico, si utilizza anche oggi l'espressione "focale equivalente" (al 24×36), proprio per descrivere lo stesso angolo di campo ripreso, sui diversi formati di sensore. I sensori APS-C e APS-H furono prodotti sempre con l'aspetto 3:2 (o 1,5:1) del classico formato fotografico 24x36, ma i primi con dimensioni più simili a 24×16 mm, tipo 23,6×15,6 mm o 22,2×14,8 mm, e cioè con diagonale ~ 28-27 mm e rispettivi fattori di crop di 1,5× e 1,6×, mentre le dimensioni APS-H sono più simili a 27×18 mm, con crop di 1,33× (Leica) o crop di 1,3× (Canon).
I sensori digitali a pieno formato sono disponibili in varie dimensioni, intorno a 36 × 24 mm, per molte fotocamere digitali (reflex e mirrorless) di fascia alta, e a volte differiscono solo di frazioni di millimetro, su una o entrambe le dimensioni.
Dal 2007 (nel nuovo millennio), Nikon denomina la propria gamma di fotocamere digitali a pieno formato, con la sigla "FX". Altri produttori di fotocamere digitali con sensore 24×36, tra cui Canon, Fuji, Leica, Sony e varie altre, si riferiscono ai loro sensori con altre sigle o semplicemente come full frame (o FF).  
La maggior parte delle fotocamere digitali per uso amatoriale, utilizza sensori più piccoli del 24×36, dove le fotocamere compatte e gli smartphone, hanno sensori ancora più piccoli, e spesso con rapporto d'aspetto diverso da 3:2.